# Lucía Gómez Casado
Lucía Gómez Casado (interpretada por Belén Rueda) es un personaje de la serie de televisión española Los Serrano.

## Biografía

### Vida personal
Se trasladó a Barcelona, se casó con Sergi Capdevila, un empresario barcelonés y juntos tuvieron dos hijas, Eva y María Teresa. Diecisiete años después se divorciaron.
Accidentalmente pinchó una rueda mientras conducía camino de la casa de su madre, en Santa Justa, y le ayudó Diego a repararla. Ambos decidieron recuperar el tiempo perdido, y se casaron en 2003, mudándose ella y sus hijas a la casa de Los Serrano.

### Carrera
Profesora de Lengua Castellana y Literatura en el colegio "El Garcilaso"

### Fallecimiento
Muere en un accidente de tráfico a los 42 años.

## Familiares

#### Familia Capdevila y Serrano
- Antonio Resines - Diego Serrano
- Belén Rueda - Lucía Gómez Casado
- Jesús Bonilla - Santiago "Santi" Serrano
- Verónica Sánchez - Eva Capdevila Gómez
- Fran Perea - Marcos Serrano Moreno
- Natalia Sánchez - María Teresa "Teté" Capdevila Gómez
- Víctor Elías - Guillermo "Guille" Serrano Moreno
- Jorge Jurado - Francisco "Curro" Serrano Moreno
- Julia Gutiérrez-Caba como Carmen Casado Robles
- Alfredo Landa - "Francisco Serrano"
- Santiago "Santiaguin" Serrano

- Datos: Q5982443